# Христо Руков
 Тази статия е за революционера.  За българския актьор вижте Христо Руков (актьор).  
Христо Ламбров Руков е български революционер и фотограф, деец на Вътрешната македоно-одринска революционна организация.

## Биография
Христо Руков е роден на 30 ноември 1887 година в Косинец, тогава в Османската империя, днес Йеропиги, Гърция. Баща му Ламбро Руков е убит като четник на Васил Чекаларов по време на Илинденско-Преображенското въстание, а чичо му Наум Руков е дългогодишен член на ВМОРО. Братовчед му Петър Руков е български балетист. Дядо му по майчина линия Петър Пинзов е свещеник в селото.
През 1897 година Христо Руков заминава за Атина, където завършва гръцка гимназия. След разгрома на Илинденско-Преображенското въстание се завръща в Косинец, където е избран за член на Изпълнителния комитет на ВМОРО в Косинец, заедно с Дельо Марковски, Митре Пировски и Атанас Палчев.
През 1905 година Пандо Кляшев и Атанас Палчев го пращат, със специално писмо, при Борис Сарафов, който с връзки го назначава в отдел „Фотография“ в тогавашното Министерство на просвещението. След 6 месечни курсове по фотографиране Христо Руков се завръща в костурско през 1906 година. Като официален фотограф на ВМОРО заснема четата на войводата Петър Христов Германчето, четата на войводата Тома Желински, Кузо Блатски и още много други дейци от Костурско.
На 14 март 1907 година става сражение между турски аскер и дейци на ВМОРО, ръководени от Наум Марковски от Косинец и влаха Гушев. Като подозрително лице, след сражението Христо Руков е арестуван от турските власти, бит и впоследствие, освободен срещу подкуп през месец август 1907 година.
По нареждане на ВМОРО е изпратен да осъществи контакт с албанското революционно движение в Корча. На 20 септември 9 албански делегати пристигат в Косинец. За 7-8 дни съвещание присъстват общо 55 души, като от българска страна това са войводите Пандо Сидов, Христо Цветков, Кузо Блатски и други. От албанска страна са Черчиз Топули, Якуб бей от Тишина, Михал Грамено и още шестима. Албанските делегати гостуват по покана на Христо Руков и в дома му, където прави фотографии с тях.
На 12 май 1908 година Христо Руков участва в защитата на Косинец при нападение на гръцка андартска чета. Защитата още ръководят Дельо Марковски, Гаки Кенков, Йото Стасков, Митрето Пировски и Кръстьо Нолчев, като успяват да убият няколко андарти и да ги отблъснат.
След убийството на войводата Петър Христов – Германчето в личния му архив турците откриват писмо от Христо Руков, залавят го и го осъждат на три години затвор. Лежи в костурския, корчанския и битолския затвор. Амнистиран е след Младотурската революция, а след това е четник първо при Васил Чекаларов, а после при Пандо Сидов.
До 1908 година Христо Руков заснема още войводата Христо Цветков, войводите Пандо Кляшев, Иван Попов, Васил Чекаларов и Христо Гучо. Също четници от четите на Пандо Сидов, Петър Христов - Германчето, Атанас Кършаков и други.
В периода 1910 – 1911 година учителства в родното село, а в 1911 – 1912 година е учител в Брезница, където подпомага войводата Кръсте Льондев. По време на Балканската война през 1912 година подпомага четата на Васил Чекаларов и участва в сражението при Билища и Капещица и други.
След Междусъюзническата война, когато Косинец попада в границите на Гърция, Христо Руков е подложен на репресии и гонения от страна на гръцките власти. Лежи в костурския затвор през 1915, 1922 и 1927 година. През 1929 година повторно е хвърлен в затвора, след като хвърлят бомба в двора на къщата му, а после намират и укрито оръжие. Христо Руков е интерниран през 1932 година, през 1939 заточен в Негован, Леринско, а през 1940 година в Коринт, Пелопонес.
След разгрома на Гърция през Втората световна война, италианските окупатори го арестуват за подривна дейност. Заточен в лагер край Куцомиля-Трикала, Тесалия. По-късно е хвърлен в затвора „Авероф“ в Атина, от който е освободен, благодарение на застъпничеството на българската легация. Установява се със семейството си в България.
През юли 1943 година Христо Руков заедно със Спиро Василев, Йосиф Кузев Марков, Васил Стумбов и Кръстьо Янков пристигат в Битоля и се срещнат с привържениците на ВМРО в града – адвоката Георги Атанасов, Сотир Тренчев, Стефан Светиев, доктор Борис Светиев и отново заминават за Костурско, за да подпомогнат въоръжената борба на българското население. През 1944 година Руков застава начело на „Комитета за подпомагане на местното българско население“.
В спомените си, завършени на 5 април 1964 година във Варна, Христо Руков отбелязва:
| „ | На борбата за освобождаването на Македония и присъединяването ѝ към майка България посветих целия си съзнателен живот. Преследванията и арестите, затворите и концлагерите, извръщаването на истината от старата и нова пропаганда за народностния състав на Македония никога, дори и в този момент не са разколебали дълбокото ми убеждение, че македонците са българи, че Македония е българска. Изцяло предан на делото за освобождението на поробените българи в Македония, аз смятах, че бленуваната свобода може да се извоюва, като се направи компромис и се потърси помощ дори и на дявола. | “ |

В архивите на Христо Руков са намерени дневникът на Васил Чекаларов, спомените за клането в Загоричани, мемоари и писма на Лазар Киселинчев, спомени за Лазар Поптрайков, Лазар Москов и Пандо Сидов.

## Родословие
|  |  |  |  |  |  |  |  |                            |                            |                            |                            | Лазар Руков                |                            |  |  |                            |                            |                            |                            |                            |                            |  |  |                           |                           |                           |                           |                           |                           |  |  |  |  |  |  |  |  |  |  |  |  |  |  |  |  |  |  |  |  |  |  |  |  |  |  |
|  |  |  |  |  |  |  |  |                            |                            |                            |                            |                            |                            |  |  |                            |                            |                            |                            |                            |                            |  |  |                           |                           |                           |                           |                           |                           |  |  |  |  |  |  |  |  |  |  |  |  |  |  |  |  |  |  |  |  |  |  |  |  |  |  |
|  |  |  |  |  |  |  |  |                            |                            |                            |                            |                            |                            |  |  |                            |                            |                            |                            |                            |                            |  |  |                           |                           |                           |                           |                           |                           |  |  |  |  |  |  |  |  |  |  |  |  |  |  |  |  |  |  |  |  |  |  |  |  |  |  |
|  |  |  |  |  |  |  |  | Ламбро Руков               | Ламбро Руков               | Ламбро Руков               | Ламбро Руков               | Ламбро Руков               | Ламбро Руков               |  |  | Наум Руков (1847 – 1937)   | Наум Руков (1847 – 1937)   | Наум Руков (1847 – 1937)   | Наум Руков (1847 – 1937)   | Наум Руков (1847 – 1937)   | Наум Руков (1847 – 1937)   |  |  | Герго Руков (1841 – 1903) | Герго Руков (1841 – 1903) | Герго Руков (1841 – 1903) | Герго Руков (1841 – 1903) | Герго Руков (1841 – 1903) | Герго Руков (1841 – 1903) |  |  |  |  |  |  |  |  |  |  |  |  |  |  |  |  |  |  |  |  |  |  |  |  |  |  |
|  |  |  |  |  |  |  |  | Ламбро Руков               | Ламбро Руков               | Ламбро Руков               | Ламбро Руков               | Ламбро Руков               | Ламбро Руков               |  |  | Наум Руков (1847 – 1937)   | Наум Руков (1847 – 1937)   | Наум Руков (1847 – 1937)   | Наум Руков (1847 – 1937)   | Наум Руков (1847 – 1937)   | Наум Руков (1847 – 1937)   |  |  | Герго Руков (1841 – 1903) | Герго Руков (1841 – 1903) | Герго Руков (1841 – 1903) | Герго Руков (1841 – 1903) | Герго Руков (1841 – 1903) | Герго Руков (1841 – 1903) |  |  |  |  |  |  |  |  |  |  |  |  |  |  |  |  |  |  |  |  |  |  |  |  |  |  |
|  |  |  |  |  |  |  |  | Христо Руков (1887 – 1970) | Христо Руков (1887 – 1970) | Христо Руков (1887 – 1970) | Христо Руков (1887 – 1970) | Христо Руков (1887 – 1970) | Христо Руков (1887 – 1970) |  |  | Петър Руков (1901 – ?)     | Петър Руков (1901 – ?)     | Петър Руков (1901 – ?)     | Петър Руков (1901 – ?)     | Петър Руков (1901 – ?)     | Петър Руков (1901 – ?)     |  |  |                           |                           |                           |                           |                           |                           |  |  |  |  |  |  |  |  |  |  |  |  |  |  |  |  |  |  |  |  |  |  |  |  |  |  |
|  |  |  |  |  |  |  |  | Христо Руков (1887 – 1970) | Христо Руков (1887 – 1970) | Христо Руков (1887 – 1970) | Христо Руков (1887 – 1970) | Христо Руков (1887 – 1970) | Христо Руков (1887 – 1970) |  |  | Петър Руков (1901 – ?)     | Петър Руков (1901 – ?)     | Петър Руков (1901 – ?)     | Петър Руков (1901 – ?)     | Петър Руков (1901 – ?)     | Петър Руков (1901 – ?)     |  |  |                           |                           |                           |                           |                           |                           |  |  |  |  |  |  |  |  |  |  |  |  |  |  |  |  |  |  |  |  |  |  |  |  |  |  |
|  |  |  |  |  |  |  |  | Ламбро Руков               | Ламбро Руков               | Ламбро Руков               | Ламбро Руков               | Ламбро Руков               | Ламбро Руков               |  |  | Христо Руков (1933 – 2001) | Христо Руков (1933 – 2001) | Христо Руков (1933 – 2001) | Христо Руков (1933 – 2001) | Христо Руков (1933 – 2001) | Христо Руков (1933 – 2001) |  |  |                           |                           |                           |                           |                           |                           |  |  |  |  |  |  |  |  |  |  |  |  |  |  |  |  |  |  |  |  |  |  |  |  |  |  |